# Club Balonmano Alicante
El Club Balonmano Alicante fue un equipo de balonmano creado en Alicante, España, en los años 1970 partiendo del histórico Obras del Puerto. 
Fue uno de los equipos de balonmano más importantes de España logrando cuatro ligas.
Su etapa más brillante estuvo dirigida por el entrenador Miquel Roca Mas procedente del BM Granollers equipo con el que ya había ganado 7 ligas y 2 copas.
Le sucedió en el cargo Pitiu Rochel (1979-1980) que había jugado en el Obras del Puerto y que, tras su fallecimiento, da nombre al pabellón en el que disputaba los encuentros como local.
Posteriormente pasó a denominarse Hércules-Calpisa, CB Tecnisa Alicante, CB Tecnisán Alicante, Helados Alacant.

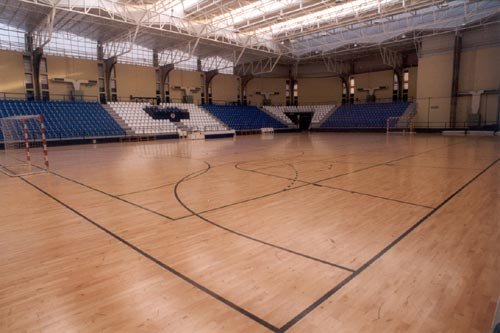
Pabellón Pitiu Rochel

## Historia
El CD Obras del Puerto nace en los primeros años de la década de los años 1950. Fue uno de los fundadores de la División de Honor en la temporada 1958-1959, hoy Liga Asobal. Su mejor clasificación será el segundo puesto de la temporada 1959-1960. En sus filas militaron José Antonio García Vázquez (primer alicantino en jugar con la selección española bajo el mando de Domingo Bárcenas[cita requerida]), Pitiu Rochel o Rafael Pastor Micó.
A principios de la temporada 1973-1974 el entonces presidente del Obras, Andrés Muñoz, busca el patrocinio de una empresa constructora local, la Compañía Alicantina de Promociones Inmobiliarias S.A., cuyo Presidente era Juan Torregrosa, y de esta firma el club pasa a denominarse Club Balonmano Calpisa.
Con la inversión de capital llegan los fichajes, los dos más importantes en el banquillo con Miquel Roca de entrenador y Perramón en la portería.
La primera liga llega en la temporada 1974-1975 con jugadores como Santos Labaca, Cascallana, Poli, Manuel López, Cabanas, Perramón, Goyo, José Manuel Taure, Albisu, Nacho Novoa, Melo o De Miguel quedando por delante de los grandes de esa época: FC Barcelona y Atlético de Madrid. 
A partir de ahí comenzaron cinco temporadas de éxitos y títulos, el Calpisa estuvo hasta tres temporadas consecutivas sin perder ningún partido y logró de forma consecutiva hasta cuatro títulos de liga, desde la temporada 1973-74 hasta la 1977-78. 
A esos tres primeros títulos de Liga unió también los de Copa, mientras que en la campaña 1979-80 fue cuando ganó Copa y Recopa y acabó segundo en la liga.
A pesar de dominar el balonmano nacional no tuvo el mismo éxito a nivel europeo, tan sólo en la temporada 1977-78 llegó a semifinales de la Copa de Europa, cayendo ante el Slask Wroclaw de Polonia, siendo el primer equipo español en conseguir llegar tan lejos en la máxima competición continental. 
Durante estos años era habitual que la selección española contase con 6 o 7 jugadores del Calpisa en sus filas.

## Campeón de la Recopa
La época dorada la cerró el mismo equipo, con algunos retoques más, dando a la ciudad el único título internacional del balonmano alicantino: la Recopa de Europa ante el potente VFL Gummersbach tras vencer 20-15 en Alicante y perder 18-16 en la entonces República Federal Alemana. El Calpisa llegó a la final tras eliminar al Union Krems, de Austria, con dos triunfos por 21-17 y 28-15; después se deshizo del Dosza Debrecen húngaro: perdió por 24-22 allí y ganó 32-19 en Alicante; a continuación se impuso al Göteborg por un apabullante e inesperado 40-25 en su cancha, para repetir victoria en Suecia por 25-28.
Plantilla de la Recopa
| Nombre                    | País              | Posición        |
| Pitiu Rochel              | Bandera de España | Entrenador      |
| Juan Pedro de Miguel      | Bandera de España | Portero         |
| Víctor García Borrás      | Bandera de España | Portero         |
| Javier Cabanas            | Bandera de España | Extremo der     |
| Goyo López                | Bandera de España | Central         |
| Jesus Albizu              | Bandera de España | Lateral izq     |
| José Luís Soriano "Poli"  | Bandera de España | Pivote          |
| Miguel Ángel Cascallana   | Bandera de España | Extremo izq     |
| Nacho Novoa               | Bandera de España | Lateral derecho |
| Juan Francisco Muñoz Melo | Bandera de España | Lateral         |
| Miguel Castaño            | Bandera de España | Extremo izq     |
| Eugenio González Mazorra  | Bandera de España | Extremo         |
| Mario Hernández           | Bandera de España | Extremo izq     |
| Santos Labaca             | Bandera de España | Central         |
| Paco Morán                | Bandera de España | Lateral izq     |
| José Luís Egea            | Bandera de España | Pivote          |
| José Manuel Tauré         | Bandera de España | Pivote          |
| Jorge Aráez Cañavate      | Bandera de España | Extremo der     |

## Nombres
El equipo pasa a denominarse Tecnisa la temporada 1982-83, y Tecnisán desde la 1983-84 hasta la 1987-88 consiguiendo una Copa del Rey en la temporada 1985-86 y un par de terceros puestos en la liga por detrás del FC Barcelona y Atlético de Madrid.
Desde la temporada 88-89 hasta la 1991-92 pasó a llamarse Helados Alacant. En la temporada 1992-93, ante la pérdida de patrocinadores, el equipo decide aceptar la propuesta del Ayuntamiento de Benidorm cambiando su denominación por Balonmano Benidorm y jugando sus partidos en la turística localidad.
Será en esta última temporada, la 1992-93, la última participación del club en la máxima categoría ya que a pesar de lograr mantenerse, el club se vera obligado a disolverse por cuestiones de tipo económica ya que no recibieron las cantidades económicas acordadas.
Con la colaboración de la cantera de los colegios históricamente más importantes de Alicante en balonmano, Agustinos, Salesianos y Jesuitas (Maristas quedó al margen) y bajo la denominación de CB Estudiantes, el nuevo club salió en segunda ascendiendo a primera y más tarde hasta la División de Honor B en la temporada 95-96 donde militó hasta su cesión de derechos al BM Alicante Costa Blanca, creado en julio del 2000. Sus mejores posiciones durante esa etapa en el club han sido su cuarto puesto en las temporadas 2000-01 y 2001-02. 
Los grandes problemas económicos obligaron a dar paso a una nueva directiva y un nuevo proyecto en la temporada 2005-06. El nuevo proyecto se vio envuelto en numerosos problemas extradeportivos y no ha hecho otra cosa que traer más desaliento al balonmano alicantino. En la última década todos los proyectos de resurgir el club y reverdecer éxitos deportivos se han visto abocados al fracaso de manera inevitable.

## Jugadores destacados
- José Rochel Morales, Pitiu Rochel, jugador y técnico, ganó 3 Ligas y 3 Copas. Se retiró a los 34 años. Como entrenador ganó la Recopa. Internacional en 90 ocasiones, debutó con España a los 17 años, participó en los JJ. OO. Múnich 1972.
- Gregorio López Pelayo 'Goyo' , Central, 108 veces internacional, ganó 3 Copas de España, 4 títulos de Liga y 1 Recopa. Campeón del Mundial B con la selección española en 1979. Participó en los JJ. OO. de Moscú 1980 donde consiguieron el Diploma Olimpico.
- José Perramón portero, 105 veces internacional, participó en los JJ. OO. de Múnich 1972 jugó en el FC Barcelona, BM Granollers, Picadero y Calpisa con los que ganó 9 ligas y 6 Copas del Rey.
- José Manuel Tauré, pivote, Picadero, Atl de Madrid, FC Barcelona y Calpisa, participó en los JJ.OO de Múnich 72, fue 64 veces internacional ganó 5 ligas y 5 Copas de España.
- Juan José Uría, lateral derecho, Calpisa, Atl. de Madrid, FC Barcelona y Michelín y participó en los JJ. OO. de Moscú, Los Ángeles y Seúl, 190 veces internacional y 472 goles, su palmarés es impresionante: 7 títulos de Liga, 9 copas de España y 4 Recopas.
- Juan Francisco Muñoz Melo, 243 veces internacional.
- Javier Cabanas, 228 veces internacional.
- José Ignacio Novoa, 164 veces internacional.
- Juan Pedro de Miguel, Participó en los JJ. OO. de Moscú y Los Ángeles

## Palmarés

### Torneos internacionales
| Competición            | Títulos  | Subcampeonatos |
| ---------------------- | -------- | -------------- |
| Recopa de Europa (1/0) | 1979-80. |                |
| Copa IHF (0/1)         |          | 1985-86.       |

- Copa de Europa:

- Semifinalista: 1977-78.

### Torneos nacionales
| Competición             | Títulos                                      | Subcampeonatos    |
| ----------------------- | -------------------------------------------- | ----------------- |
| División de Honor (4/2) | 1974-75, 1975-76, 1976-77, 1977-78.          | 1978-79, 1979-80. |
| Copa del Rey (5/1)      | 1974-75, 1975-76, 1976-77, 1979-80, 1985-86. | 1978-79.          |